# Giennadij Gusarow
Giennadij Aleksandrowicz Gusarow, ros. Геннадий Александрович Гусаров (ur. 11 marca 1937 w Moskwie, Rosyjska FSRR, ZSRR, zm. 2 czerwca 2014 w Moskwie) – rosyjski piłkarz, grający na pozycji pomocnika, a wcześniej napastnika, reprezentant ZSRR, trener piłkarski.

## Kariera piłkarska

### Kariera klubowa
Zaczął grać w młodzieżowej drużynie CDSA Moskwa (1951-1955). Pierwszy trener - I.P. Ponomariow. Następnie grał w zespole FSzM przy centralnym stadionie im. Lenina (1955-1957). W 1957 zadebiutował w pierwszym zespole Torpeda Moskwa. Cały ten czas, mimo znakomitej gry i zdolności do piłki nożnej, również studiował, ukończył w 1962 roku Instytut Lotnictwa w Moskwie. W związku ze zwolnieniem z Torpeda swojego ulubionego trenera Wiktora Masłowa i spadku poziomu gry tego zespołu, w 1963 roku przeniósł się do Dynama Moskwa, zmieniając również pozycję - z napastnika na pomocnika. Szybko opanował nową rolę i stał się głównym rozgrywającym drużyny. Zakończył swoją karierę piłkarską jako piłkarz Dinama Barnauł w 1971 roku. Tamże rozpoczął studia na Wydziale Wychowania Fizycznego w Państwowym Uniwersytecie Pedagogicznym w Barnaule, który z powodzeniem ukończył w 1973 roku.

### Kariera reprezentacyjna
Już w 1958 był powołany do reprezentacji Związku Radzieckiego na turniej finałowy Mistrzostw Świata. Ale nie zagrał żadnego meczu, debiutował dopiero 24 czerwca 1961 w spotkaniu towarzyskim z Argentyną zremisowanym 0:0. Łącznie rozegrał 11 meczów i strzelił 4 goli.

## Kariera trenerska
Po ukończeniu studiów objął stanowisko dyrektora klubu Dinamo Briańsk w 1974. Potem powrócił do Moskwy, gdzie w latach 1975–1981 pracował z dziećmi w Szkole Piłkarskiej Dinamo Moskwa. W 1982 został mianowany na stanowisko starszego trenera SDJuSzOR Dinamo Moskwa.

## Sukcesy i odznaczenia

### Sukcesy klubowe
- mistrz ZSRR: 1960, 1963
- wicemistrz ZSRR: 1961, 1967
- zdobywca Pucharu ZSRR: 1960, 1967
- finalista Pucharu ZSRR: 1961

### Sukcesy reprezentacyjne
- wicemistrz Europy: 1964
- uczestnik Mistrzostw Świata: 1958, 1962

### Sukcesy indywidualne
- król strzelców Mistrzostw ZSRR: 1961
- wybrany do listy 33 najlepszych piłkarzy ZSRR: Nr 2 (1958, 1960, 1961, 1962, 1967), Nr 3 (1963)
- członek Klubu Grigorija Fiedotowa: 113 bramek

### Odznaczenia
- tytuł Mistrza Sportu ZSRR: 1959
- tytuł Zasłużonego Mistrza Sportu Rosji: 2007